# تالیتسا (جمهوری آلتای)
تالیتسا (به لاتین: Talitsa) یک منطقهٔ مسکونی در روسیه است که در جمهوری آلتای واقع شده‌است.